# Miller O. Perry
Miller Osborne Perry (* 13. Juni 1907 in Susquehanna Depot, Susquehanna County, Pennsylvania; † 20. März 2010 in East Lansing, Ingham County, Michigan) war ein Brigadegeneral der United States Army. Er war unter anderem kommissarischer Kommandeur der 2. Infanteriedivision.

## Biografie
Miller Perry war ein Sohn von Horace Everett Perry (1865–1944) und dessen Frau Lulu May Osborn (1865–1952). Er besuchte die öffentlichen Schulen seiner Heimat einschließlich des Pennsylvania State Colleges. In den Jahren 1927 bis 1931 durchlief er die United States Military Academy in West Point. Nach seiner Graduation wurde er als Leutnant der Feldartillerie zugeteilt. In der Armee durchlief er anschließend alle Offiziersränge vom Leutnant bis zum Brigadegeneral.
Im Lauf seiner militärischen Karriere absolvierte Perry verschiedene Kurse und Schulungen. Dazu gehörten unter anderem die Artillery School, das Command and General Staff College, das United States Army War College und das Air War College der United States Air Force. Bei einigen dieser Schulen war er später als Dozent tätig.
In seinen jüngeren Jahren absolvierte er den für Offiziere in den niederen Rangstufen üblichen Dienst in unterschiedlichen Einheiten und Standorten. Dazu gehörten auch Aufgaben als Stabsoffizier in verschiedenen Hauptquartieren. Während des Zweiten Weltkriegs war er mit der 1. Armee auf dem europäischen Kriegsschauplatz eingesetzt. Die Armee war zunächst in England stationiert und nahm dann an der Landung der Alliierten in der Normandie teil. In der Folge drang sie durch Nordfrankreich nach Deutschland vor.
Nach dem Krieg setzte Perry seine Offizierslaufbahn fort. Während des Koreakriegs diente er in der 24. Infanteriedivision. Dabei gehörte er als Kommandeur des 52. Bataillons der Feldartillerie der Task Force Smith an, die als eine der ersten amerikanischen Einheiten an den Kampfhandlungen teilnahm. Für seine Leistungen bei der Schlacht von Osan Anfang Juli 1950 wurde Perry mit dem Distinguished Service Cross ausgezeichnet.
Nach dem Koreakrieg blieb Perry noch bis zum Jahr 1961 im aktiven Militärdienst, wobei er verschiedene Posten bekleidete. In den Monaten Juni und Juli 1958 und im Februar 1960 war er kommissarischer Kommandeur der 2. Infanteriedivision.

## Letzte Jahre
Nach seiner Pensionierung studierte Perry an der Michigan State University das Fach öffentliche Verwaltung (Public Administration). Bis 1975 gehörte er der Abteilung für internationale Studien und Programme (International Studies and Programs) dieser Universität an. In seinem Ruhestand engagierte sich Perry unter anderem in der All Saints Episcopal Church, bei militärischen Veteranenorganisationen, einem lokalen Pflegeheim und dem amerikanischen Roten Kreuz. Dabei lebte er in East Lansing in Michigan, wo er am 20. März 2010 im Alter von 102 Jahren verstarb. Er wurde auf dem Friedhof der Militärakademie in West Point beigesetzt.

## Orden und Auszeichnungen
Miller Perry erhielt im Lauf seiner militärischen Laufbahn unter anderem folgende Auszeichnungen:
- Distinguished Service Cross
- Legion of Merit
- Bronze Star Medal
- Purple Heart